# Onthophagus montishannoniae
Onthophagus montishannoniae é uma espécie de inseto do género Onthophagus, família Scarabaeidae, ordem Coleoptera.

## História
Foi descrita cientificamente por Krikken & Huijbrechts em 2008.